# Mersch
Mersch (luxemburguès Miersch) és una comuna i vila a l'est de Luxemburg, que forma part del cantó de Mersch. Comprèn les viles de Mersch, Beringen, Berschbach, Moesdorf, Pettingen, Reckange, Rollingen i Schoenfels.

## Població
| Nacionalitat   | Població | %      |
| -------------- | -------- | ------ |
| luxemburguesos | 4.661    | 66,47% |
| Forasters      | 2.351    | 33,53% |
| - portuguesos  | 1.143    | 16,30% |
| - francesos    | 182      | 2,60%  |
| - italians     | 105      | 1,50%  |
| - belgues      | 189      | 2,70%  |
| - alemanys     | 166      | 2,37%  |
| - iugoslaus    | 144      | 2,05%  |
| - altres       | 422      | 6,02%  |

## Evolució demogràfica
| Any        | Població |
| ---------- | -------- |
| 15/02/2001 | 7.012    |
| 01/01/2002 | 7.060    |
| 01/01/2003 | 7.178    |
| 01/01/2004 | 7.271    |
| 01/01/2005 | 7.286    |